# Maria Jacoba Daemen
Maria Jacoba Daemen, född 9 april 1658 i Amsterdam, död där 28 maj 1733, var en nederländsk affärsidkare. 
Hon var dotter till salthandlaren Adam Daemen. Hon assisterade sin far i hans salthandel, och efter hans död 1701 överlät hennes mor handelshuset på henne. Hon importerade salt från Frankrike och Portugal och exporterade det till Tyskland via Köln. Privat gynnade hon jesuiterna. Hon beskrivs som en betydande köpman i Amsterdams samtida näringsliv och efterlämnade en förmögenhet vid sin död.